# Poste de commande centralisé

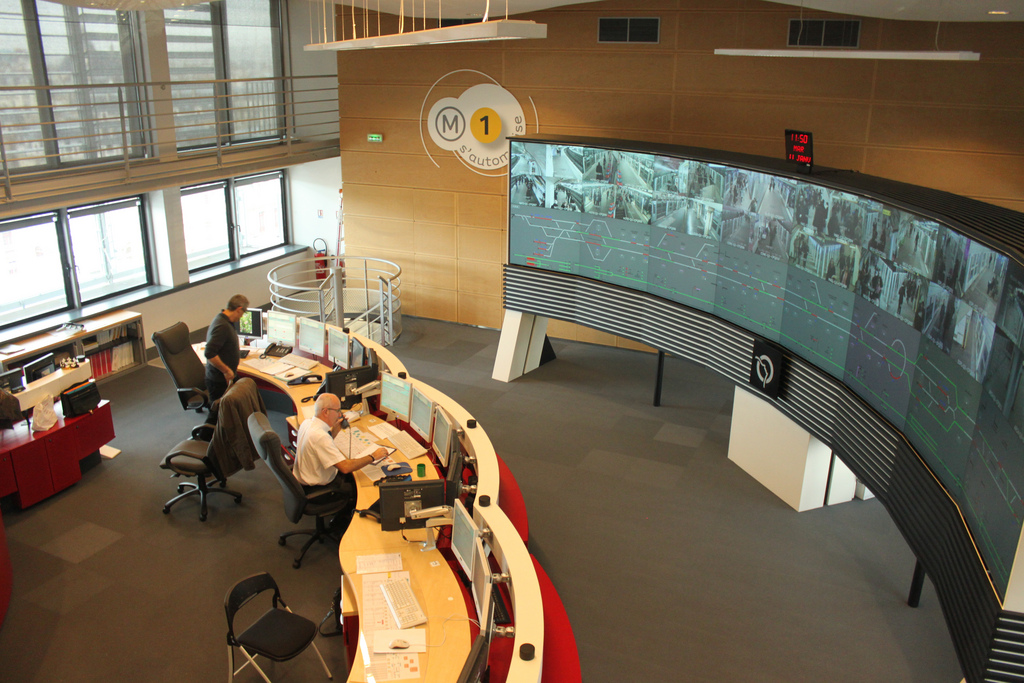
Le poste de commandes centralisées de la ligne 1 du métro de Paris.

Un poste de commande et de contrôle centralisé, ou poste de commande centralisé, ou poste de commandes centralisées, abrégé en PCC, est une installation technique d'un réseau de chemin de fer ou de transports en commun, ayant pour objectif d'assurer la marche des trains, la régulation du trafic, ainsi que l'assistance aux conducteurs ou la régulation de l'énergie de traction sur un réseau ferré. La Régie autonome des transports parisiens (RATP), SNCF Réseau et de nombreux réseaux de bus, de tramways et de métros possèdent des PCC.
Le PCC permet d'avoir une vision globale d'une ligne ou d'un réseau afin de réduire les délais d'intervention en cas de dysfonctionnement. Ses éléments visibles se composent notamment de deux ensembles : le pupitre, et le tableau de contrôle optique, ou TCO. Ce dernier se divise en une partie trafic qui permet de visualiser la position des trains sur la ligne et les signaux, et une partie traction, qui indique l'état des sections et sous-sections d'alimentation en courant de traction, sous-tension ou hors tension.
Le PCC peut inclure également des agents qui ont pour mission d'aviser le personnel exploitant de la ligne et les voyageurs, en particulier en cas d'incidents. Le PCC permet d'interagir avec les conducteurs des rames, soit par le biais d'une signalisation appropriée, soit par radio : départs programmés des terminus, régulation en ligne, ou encore rétention des rames en station en cas d'incident.
Dans le métro parisien en revanche, les manœuvres effectuées aux terminus d'une ligne de métro sont généralement opérées par les postes de manœuvres locaux.